# Rondibilis pedongensis
Rondibilis pedongensis là một loài bọ cánh cứng trong họ Cerambycidae.